# Almenno San Bartolomeo
Almenno San Bartolomeo és un municipi italià, situat a la regió de Llombardia i a la província de Bèrgam. L'any 2007 tenia 5.565 habitants.